# Chlorocypha glauca
Chlorocypha glauca – gatunek ważki z rodziny Chlorocyphidae.